# العلاقات البريطانية الإريترية
العلاقات البريطانية الإريترية هي العلاقات الثنائية التي تجمع بين المملكة المتحدة وإريتريا.

## مقارنة بين البلدين
هذه مقارنة عامة ومرجعية للدولتين:
| وجه المقارنة                                              | المملكة المتحدة                 | إريتريا                                      |
| --------------------------------------------------------- | ------------------------------- | -------------------------------------------- |
| المساحة (كم2)                                             | 242.50 ألف                      | 117.60 ألف                                   |
| عدد السكان (نسمة)                                         | 66.02 مليون                     | 6.33 مليون                                   |
| الكثافة السكانية (ن./كم²)                                 | 272.25                          | 53.83                                        |
| العاصمة                                                   | لندن                            | أسمرة                                        |
| اللغة الرسمية                                             | لغة إنجليزية، اللغة الويلزية    | اللغة التغرينية، اللغة العربية، لغة إنجليزية |
| العملة                                                    | جنيه إسترليني                   | ناكفا                                        |
| الناتج المحلي الإجمالي (بليون دولار)                      | 2.62 تريليون                    | 2.61 مليار                                   |
| الناتج المحلي الإجمالي (تعادل القوة الشرائية) بليون دولار | 2.72 تريليون                    |                                              |
| الناتج المحلي الإجمالي الاسمي للفرد دولار أمريكي          | 43.88 ألف                       |                                              |
| الناتج المحلي الإجمالي للفرد دولار أمريكي                 | 40.23 ألف                       |                                              |
| مؤشر التنمية البشرية                                      | 0.907                           | 0.391                                        |
| رمز المكالمات الدولي                                      | +44                             | +291                                         |
| رمز الإنترنت                                              | .uk، .gb                        | .er                                          |
| المنطقة الزمنية                                           | توقيت غرينيتش، توقيت غرب أوروبا | ت ع م+03:00                                  |

## منظمات دولية مشتركة
يشترك البلدان في عضوية مجموعة من المنظمات الدولية، منها:
| علم المنظمة | اسم المنظمة                        | تاريخ انضمام المملكة المتحدة | تاريخ انضمام إريتريا |
| ----------- | ---------------------------------- | ---------------------------- | -------------------- |
|             | الاتحاد البريدي العالمي            | ?                            | ?                    |
|             | مؤسسة التنمية الدولية              | 24 سبتمبر 1960               | 6 يوليو 1994         |
|             | منظمة حظر الأسلحة الكيميائية       | ?                            | ?                    |
|             | الأمم المتحدة                      | 24 أكتوبر 1945               | 28 مايو 1993         |
|             | وكالة ضمان الاستثمار متعدد الأطراف | 12 أبريل 1988                | 10 سبتمبر 1996       |
|             | منظمة الشرطة الجنائية الدولية      | ?                            | ?                    |
|             | مؤسسة التمويل الدولية              | 20 يوليو 1956                | 11 أكتوبر 1995       |
|             | البنك الدولي للإنشاء والتعمير      | 27 ديسمبر 1945               | 6 يوليو 1994         |
|             | الاتحاد الدولي للاتصالات           | 24 فبراير 1871               | 6 أغسطس 1993         |
|             | البنك الإفريقي للتنمية             | ?                            | ?                    |
|             | يونسكو                             | 4 نوفمبر 1946                | 2 سبتمبر 1993        |

## وصلات خارجية
- موقع وزارة الخارجية البريطانية